# Kanton Mirecourt
Kanton Mirecourt (fr. Canton de Mirecourt) je francouzský kanton v departementu Vosges v regionu Grand Est. Skládá se z 56 obcí. Před reformou kantonů 2014 ho tvořilo 32 obcí.

## Obce kantonu
od roku 2015:
| - Ambacourt - Aouze - Aroffe - Balléville - Baudricourt - Biécourt - Blémerey - Boulaincourt - Châtenois - Chauffecourt - Chef-Haut - Courcelles-sous-Châtenois - Darney-aux-Chênes - Dolaincourt - Dombasle-en-Xaintois - Dommartin-sur-Vraine - Domvallier - Frenelle-la-Grande - Frenelle-la-Petite | - Gironcourt-sur-Vraine - Houécourt - Hymont - Juvaincourt - Longchamp-sous-Châtenois - Maconcourt - Madecourt - Mattaincourt - Mazirot - Ménil-en-Xaintois - Mirecourt - Morelmaison - La Neuveville-sous-Châtenois - Oëlleville - Ollainville - Pleuvezain - Poussay - Puzieux - Rainville | - Ramecourt - Remicourt - Removille - Repel - Rouvres-en-Xaintois - Saint-Menge - Saint-Paul - Saint-Prancher - Sandaucourt - Soncourt - Thiraucourt - Totainville - Valleroy-aux-Saules - Vicherey - Villers - Viocourt - Vouxey - Vroville |

před rokem 2015:
| - Ambacourt - Baudricourt - Biécourt - Blémerey - Boulaincourt - Chauffecourt - Chef-Haut - Domvallier - Dombasle-en-Xaintois - Frenelle-la-Grande - Frenelle-la-Petite - Hymont - Juvaincourt - Madecourt - Mattaincourt - Mazirot | - Mirecourt - Ménil-en-Xaintois - Oëlleville - Poussay - Puzieux - Ramecourt - Remicourt - Repel - Rouvres-en-Xaintois - Saint-Menge - Saint-Prancher - Thiraucourt - Totainville - Valleroy-aux-Saules - Villers - Vroville |